# Умит апа
Умит апа (каз. Үміт апа, рус. «Сестра надежды», до 2018 года — Берёзовка) — село в Павлодарском районе Павлодарской области Казахстана. Расположено в 179 км к северу от областного центра — Павлодара и в 72 км к северо-востоку от районного центра — села Теренколь. Входит в состав Мичуринского сельского округа. Код КАТО — 556055300.

## История
Село Берёзовка было центральной усадьбой бывшего целинного мясо-молочного совхоза «Берёзовский», основанного в 1954 году на базе колхозов имени Тельмана, «Большевик» и земель госземфонда.
В 2018 году Берёзовка была переименована в село Умит апа

## Население
В 1985 году в селе проживало 1127 человек. В 1999 году население села составляло 298 человек (157 мужчин и 141 женщина). По данным переписи 2009 года, в селе проживало 248 человек (126 мужчин и 122 женщины).